# Wit Klonowiecki
Wit Boguwola (Bogumił) Felczerek-Klonowiecki (ur. 1902 w Krasnymstawie, zm. 1971) – polski prawnik, administratywista, harcmistrz.

## Życiorys
Urodził się w 1902 roku jako syn Antoniego, aptekarza w Lublinie i Marii z domu Błońskiej.
Kształcił się w Szkole Lubelskiej im. Batorego. Podjął studia na Wydziale Prawa Katolickiego Uniwersytetu Lubelskiego. Podczas studiów uczestniczył w wojnie polsko-bolszewickiej w szeregach 201 pułku piechoty. Po ukończeniu studiów prawniczych w okresie II Rzeczypospolitej był związany jako pracownik naukowy równolegle z Wydziałem Prawa KUL oraz z Wydziałem Prawa Uniwersytetu Jana Kazimierza we Lwowie.
W trakcie studiów należał do Związku Akademickiego Młodzież Wszechpolska, był wiceprezesem koła w Lublinie (30 III 1922 – 15 X 1923), następnie do XII 1924 członkiem zarządu koła. W roku akademickim 1933/1934 już jako pracownik naukowy był Kuratorem Młodzieży Wszechpolskiej w Lublinie. W trakcie studiów należał do Bratniej Pomocy. Po studiach należał do Obozu Wielkiej Polski i Stronnictwa Narodowego, z którego został w 1933 usunięty. Następnie był organizatorem lokalnych struktur Związku Młodych Narodowców. Należał do Klubu 11 Listopada i przystąpił do sanacyjnego Obozu Zjednoczenia Narodowego. 
Uzyskał tytuł naukowy doktora na Wydziale Prawa Uniwersytetu Jana Kazimierza we Lwowie. W lipcu 1935 roku uzyskał habilitację na Wydziale Prawa UJK z zakresu prawa administracyjnego. W październiku 1936 roku otrzymał prawo veniam legendi z zakresu prawa administracyjnego na Wydziale Prawa Uniwersytetu Jana Kazimierza we Lwowie. Do 1939 roku pozostawał docentem na Wydziale Prawa UJK.
Od 1912 działał w Związku Harcerstwa Polskiego, pełniąc różne funkcje w strukturach organizacji. Dwukrotnie był komendantem Chorągwi Lubelskiej ZHP: od 15 września 1926 – IV 1927 roku, oraz po odbyciu służby wojskowej (1927–1928) od 24 kwietnia 1928 do sierpnia 1930 roku. Był kandydatem na posła Sejmu RP w wyborach parlamentarnych w Polsce w 1935 roku z okręgu nr 33 w Lublinie.
Po wybuchu II wojny światowej, agresji ZSRR na Polskę z 17 września 1939 roku oraz nastaniu okupacji sowieckiej opuścił UJK.
Po zakończeniu II wojny światowej w 1945 roku został zatrudniony w KUL. Działał w strukturach Stronnictwa Pracy na obszarze Lubelszczyzny.
Jego żoną została Zofia z domu Dziemska, z którą miał syna Wita (inżyniera specjalistę w dziedzinie samochodów) i córkę Annę. Dziadek Agnieszki Klonowieckiej-Milart.

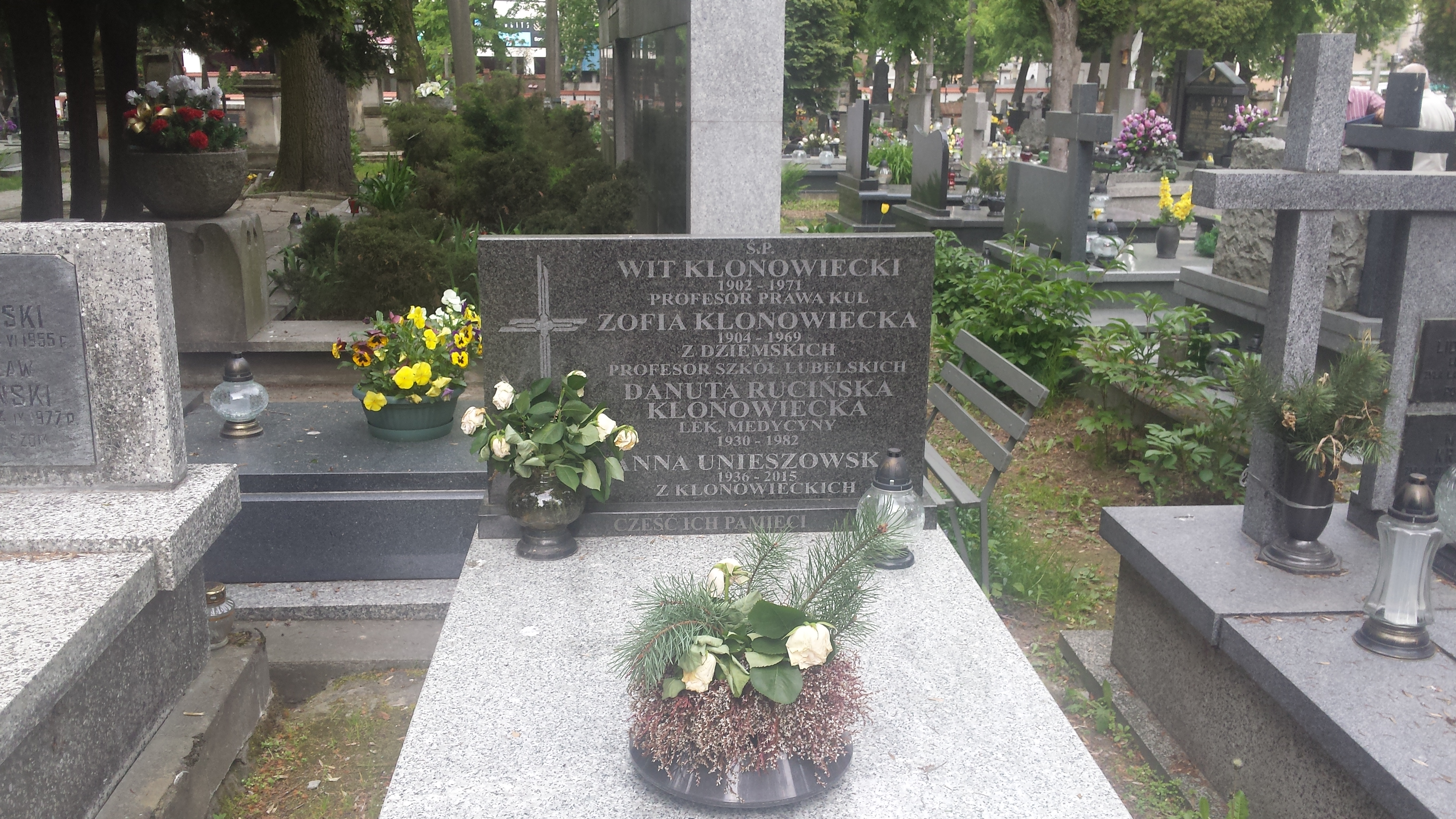
Grób prof. Wita Klonowieckiego na cmentarzu przy ulicy Lipowej

Zmarł w 1971 roku.

## Publikacje
- Podział administracyjny województwa lubelskiego (1932)
- Zakład publiczny w prawie polskiem (1933)
- Kontrola wewnętrzna w Polskiej Administracji Rządowej (1934)
- Strona w postępowaniu administracyjnym (1938)